# 1998 au Brésil
Chronologie du Brésil
- 1994
- 1995
- 1996
- 1997
- 1998
- 1999
- 2000
- 2001
- 2002

Cette page concerne des événements d'actualité qui se sont produits durant l'année 1998 au Brésil.

## Événements
- 12 août : le tribunal électoral suprême rejette à l'unanimité la candidature de l'ancien président Fernando Collor de Mello à l'élection présidentielle brésilienne de 1998[1] ;
- 4 octobre : le président sortant Fernando Henrique Cardoso est réélu au premier tour de l'élection présidentielle brésilienne, devenant ainsi le premier président brésilien à briguer un second mandat de l'histoire[2].

## Décès
- 15 mars : Tim Maia, auteur-compositeur-interprète
- 13 juin : Lucio Costa, architecte et urbaniste
- 23 novembre : Marisa Fully Coelho (pt), mannequin et Miss Brésil 1983